# Omra et Hajj
 (avril 2024).
 (avril 2024).
 (avril 2024).
La mise en forme du texte ne suit pas les recommandations de Wikipédia : il faut le « wikifier ».
Les points d'amélioration suivants sont les cas les plus fréquents :
- Les titres sont pré-formatés par le logiciel. Ils ne sont ni en capitales, ni en gras.
- Le texte ne doit pas être écrit en capitales (les noms de famille non plus), ni en gras, ni en italique, ni en « petit »…
- Le gras n'est utilisé que pour surligner le titre de l'article dans l'introduction, une seule fois.
- L'italique est rarement utilisé : mots en langue étrangère, titres d'œuvres, noms de bateaux, etc.
- Les citations ne sont pas en italique mais en corps de texte normal. Elles sont entourées par des guillemets français : « et ».
- Les listes à puces sont à éviter, des paragraphes rédigés étant largement préférés. Les tableaux sont à réserver à la présentation de données structurées (résultats, etc.).
- Les appels de note de bas de page (petits chiffres en exposant, introduits par l'outil «  Source ») sont à placer entre la fin de phrase et le point final[comme ça].
- Les liens internes (vers d'autres articles de Wikipédia) sont à choisir avec parcimonie. Créez des liens vers des articles approfondissant le sujet. Les termes génériques sans rapport avec le sujet sont à éviter, ainsi que les répétitions de liens vers un même terme.
- Les liens externes sont à placer uniquement dans une section « Liens externes », à la fin de l'article. Ces liens sont à choisir avec parcimonie suivant les règles définies. Si un lien sert de source à l'article, son insertion dans le texte est à faire par les notes de bas de page.
- La présentation des références doit suivre les conventions bibliographiques. Il est recommandé d'utiliser les modèles {{Ouvrage}}, {{Chapitre}}, {{Article}}, {{Lien web}} et/ou {{Bibliographie}}. Le mode d'édition visuel peut mettre en forme automatiquement les références.
- Insérer une infobox (cadre d'informations à droite) n'est pas obligatoire pour parachever la mise en page.

Pour une aide détaillée, merci de consulter Aide:Wikification.
Si vous pensez que ces points ont été résolus, vous pouvez retirer ce bandeau et améliorer la mise en forme d'un autre article.
La Omra ou Umra (arabe : ʿUmra, عُمْرة, petit pèlerinage) et Hajj (arabe : Hajj, حَجّ, avec un /a/ ou ḥijjaʰ, حِجّة, « (aller vers) pèlerinage ») ont tous les deux une place très importante en Islam.
Le Hajj est le cinquième pilier de l’Islam, il est obligatoire pour tous les musulmans ayant la possibilité de le faire, ce dernier peut s’effectuer seulement lors du mois lunaire Dhul-Hijjah dans le calendrier musulman, le Hajj dure entre cinq et six jours.
La Omra, un petit pèlerinage qui n’est pas obligatoire mais il est très bien de le faire, elle peut durer entre deux heures et elle est peut être effectué à tout moment dans l’année.

## Les étapes de la Omra
Pour effectuer le petit pèlerinage, la Omra, le procédé est celui-ci :

### étape 1: état de sacralisation
Les hommes mettent une Ihrâm et les femmes des vêtements habituelle en récitant « Labayka allahuma labayk, labayka la charika laka labayk, ina al-hamda, wa n'imata, laka wal-moulk, la charika lak ».

### étape 2: Tawaf
Les pèlerins vont tourner sept fois autour de la construction du prophète Ibrahim (AS), la Kaaba dans le sens inverse des aiguilles d'une montre à l'intérieur du Masjid Al-Haram.

### étape 3: Sa'i
Les pèlerins vont après le Tawaf aller vers les deux montagnes Safa et Marwa et vont faire sept aller-retours entre elles en hommage à l’épreuve de Hajar et son bébé Ismael (AS).

### étape 4: cheveu en moins
Pour terminer, il va falloir se couper une phalange de cheveu pour les femmes, les hommes peuvent faire réciproque ou un rasage complet des cheveux ce qui donne plus de bon point
Ainsi la Orma est terminé et tous nos péchés de l’année sont effacés.

## Les étapes du Hajj
Accomplir le Hajj n’est pas de tout repos, voici ses étapes :

### étape 1: état de sacralisation
Comme la Omra, les pèlerins vont porter des tenues adéquates et réciter la Talbiya tout au long du voyage vers Makkah, les pèlerins vont aller à Mina avant Duhr.

### étape 2: Mina
En arrivant à Mina, les pèlerins vont prier Dohr, Asr, Maghrib, Isha, Fjar puis vont aller à la montagne du pardon toujours avant Duhr.

### étape 3: le mont Arafat
Les pèlerins vont rester un jour au mont Arafat, ils vont prier à l’heure de Dohr l’Asr et Dohr puis vont faire des invocations et demander pardon à Allah jusqu’au Maghrib.

### étape 4: Muzdalifa
Les pèlerins vont ensuite aller à Muzdalifa, ils vont y prier Maghrib, Isha, vont prendre des pierres pour la lapidation des stèles et y passer la nuit.

### étape 5: Jamarat
Les pèlerins vont retourner à Mina avant le lever du soleil et vont y jeter sept pierres sur Sheytan.

### étape 6: Qurbani
Les croyants vont tuer un mouton commémorant le sacrifice d’Ibrahim (AS).

### étape 7: cheveu en moins
Il va falloir se couper une phalange de cheveu pour les femmes, les hommes peuvent faire réciproque ou un rasage complet des cheveux ce qui donne plus de bon point.

### étape 8: Tawaf
Les pèlerins vont tourner sept fois autour de la construction du prophète Ibrahim (AS), la Kaaba dans le sens inverse des aiguilles d'une montre à l'intérieur du Masjid Al-Haram.

### étape 9: Sa'i
Les pèlerins vont après le Tawaf aller vers les deux montagnes Safa et Marwa et vont y faire sept aller-retours entre elles en hommage à l’épreuve de Hajar et son bébé Ismael (AS)
Ainsi le Hajj est terminé et le cinquième pilier de l’Islam est effectué.

## Histoire des pèlerinages
Les deux pèlerinages ont une histoire datant de l’époque du prophète Ibrahim (AS).
Les pèlerinages représentent les actions de différents prophètes musulmans: la marche de Hajar entre Safa et Marwa, le sacrifice d’Ismaël et Ibrahim (AS) échangé par un mouton, les pierres jetées sur Sheitan, la construction de la Kaaba ect…
Ensuite, le prophète Mohamed (SAW) a fait revenir le pèlerinage telle qu’il est aujourd’hui et cinquième pilier de l’Islam

## Résumé
La Omra et le Hajj sont des pèlerinages musulmans datant de l’époque d’Ibrahim (AS), le Hajj et le cinquième pilier de l’Islam et il est obligatoire à tous les musulmans ayant les moyens physique et économique de la faire seulement pendant un période de l’année entre cinq et six jours, il devront se rendre dans plusieurs lieux, prier, sacrifier un mouton, jeter six pierres sur Sheytan, faire une Orma et terminer en se coupant ou rasant les cheveux, la Omra peut se faire à tous moment et n’est pas obligatoire mais il est fortement recommandé de la faire, pendant plus de deux heures, les pèlerins vont tourner et faire des aller-retour sept fois autour et entre la Kaaba, Safa et Marwa, pour terminer ils vont comme le Hajj s’enlever des cheveux, aussi, le Hajj et la Omra ont un grand passé, les rites commémorent parfois des épreuves de prophètes donnés par Allah.